# Магданли
Магданли — місто в Туркменістані, центр Магданлинського району (етрапу) Лебапського велаяту.

## Географія
Місто розташоване в передгір'ях хребта Кугітангтау.

## Історія
Статус міста з 1990 року.

## Назва міста
Колишні назви: Гаурдак, Говурдак (до 2002 року).

## Економіка
Видобуток сірки. Сірчаний завод, завод калійних добрив.
| Туркменістан | Це незавершена стаття з географії Туркменістану. Ви можете допомогти проєкту, виправивши або дописавши її. |